# Покахонтас (Арканзас)
Покахонтас (англ. Pocahontas) — місто (англ. city) в США, в окрузі Рендолф штату Арканзас. Населення — 7371 особа (2020).

## Географія
Покахонтас розташований за координатами 36°15′49″ пн. ш. 90°58′13″ зх. д. / 36.26361° пн. ш. 90.97028° зх. д. (36.263570, -90.970231). За даними Бюро перепису населення США в 2010 році місто мало площу 19,55 км², з яких 19,06 км² — суходіл та 0,49 км² — водойми.

### Клімат
| Клімат : Покахонтас   | Клімат : Покахонтас | Клімат : Покахонтас | Клімат : Покахонтас | Клімат : Покахонтас | Клімат : Покахонтас | Клімат : Покахонтас | Клімат : Покахонтас | Клімат : Покахонтас | Клімат : Покахонтас | Клімат : Покахонтас | Клімат : Покахонтас | Клімат : Покахонтас | Клімат : Покахонтас |
| Показник              | Січ.                | Лют.                | Бер.                | Квіт.               | Трав.               | Черв.               | Лип.                | Серп.               | Вер.                | Жовт.               | Лист.               | Груд.               | Рік                 |
| Середній максимум, °C | 7,8                 | 11,1                | 16,7                | 22,8                | 27,2                | 31,7                | 33,9                | 32,2                | 28,9                | 23,3                | 16,1                | 9,4                 | 21,7                |
| Середній мінімум, °C  | −3,3                | −1,1                | 3,9                 | 8,9                 | 13,3                | 18,3                | 20,6                | 19,4                | 15,6                | 8,9                 | 3,9                 | −1,1                | 8,9                 |
| Норма опадів, мм      | 89                  | 94                  | 145                 | 112                 | 135                 | 79                  | 89                  | 89                  | 99                  | 79                  | 124                 | 117                 | 1252                |
| --------------------- | ------------------- | ------------------- | ------------------- | ------------------- | ------------------- | ------------------- | ------------------- | ------------------- | ------------------- | ------------------- | ------------------- | ------------------- | ------------------- |
| Джерело: Weatherbase  |                     |                     |                     |                     |                     |                     |                     |                     |                     |                     |                     |                     |                     |

## Демографія
Згідно з переписом 2010 року, у місті мешкало 6608 осіб у 2744 домогосподарствах у складі 1693 родин. Густота населення становила 338 осіб/км². Було 3056 помешкань (156/км²).
Расовий склад населення:
| - 95,6 % — білих - 1,0 % — чорних або афроамериканців - 0,5 % — корінних американців - 0,3 % — азіатів - 1,1 % — осіб інших рас |

До двох чи більше рас належало 1,5 %. Іспаномовні складали 2,4 % від усіх жителів.
За віковим діапазоном населення розподілялося таким чином: 24,2 % — особи молодші 18 років, 55,4 % — особи у віці 18—64 років, 20,4 % — особи у віці 65 років та старші. Медіана віку мешканця становила 38,6 року. На 100 осіб жіночої статі у місті припадало 85,5 чоловіків; на 100 жінок у віці від 18 років та старших — 79,3 чоловіків також старших 18 років.
Середній дохід на одне домашнє господарство становив 38 809 доларів США (медіана — 31 765), а середній дохід на одну сім'ю — 48 600 доларів (медіана — 44 412). Медіана доходів становила 29 770 доларів для чоловіків та 29 659 доларів для жінок. За межею бідності перебувало 22,9 % осіб, у тому числі 28,9 % дітей у віці до 18 років та 6,8 % осіб у віці 65 років та старших.
Цивільне працевлаштоване населення становило 2393 особи. Основні галузі зайнятості: освіта, охорона здоров'я та соціальна допомога — 36,9 %, виробництво — 13,2 %, роздрібна торгівля — 9,4 %, мистецтво, розваги та відпочинок — 9,3 %.

## Уродженці
- Вільям Герберт Аллер (1858—1933) — американський воєначальник, бригадний генерал.